# 沈光
沈 光（しん こう、591年 - 618年）は、中国の隋の軍人。字は総持。本貫は呉興郡。

## 経歴
陳の吏部侍郎の沈君道の子として生まれた。陳が滅亡すると、父の沈君道は一家で長安に移り住んだ。沈君道は隋の皇太子楊勇に召されて学士となった。後に漢王楊諒の下で府掾となり、楊諒が乱を起こして敗死すると、沈君道は官を追われた。一家は没落して貧しく、父兄は書記雇いの仕事で生計を立てていたが、沈光はひとり長安の悪少年たちの仲間となった。
かつて禅定寺が建てられると、その境内に高さ10数丈の旗竿があったが、縄が切れて人力では届かなくなってしまい、僧たちが困っていた。沈光はそれを見て、「縄を持ってくるといい。上に結ぶだけだ」と僧に言うと、僧たちは縄を取って沈光に渡した。沈光は口に縄をくわえると、竿を取って上っていき、龍頭まで到着した。縄を繋ぎ終えると、手足を放して飛び降り、掌で着地して、数十歩逆立ちで歩いた。観た者は喜んで、感嘆しない者はなく、ときの人は沈光のことを「肉飛仙」と号した。
大業年間、隋朝の第2代皇帝楊広が高句麗遠征の軍を起こすと、沈光も従軍した。沈光は灞上で賓客に見送られると、酒に酔って「この遠征で、もし功名を建てることができなかったなら、高麗で死ぬつもりである。そのときは諸君とまたまみえることはない」と誓った。隋軍が遼東城を攻撃すると、衝梯を城壁にとりつかせた。沈光は長さ15丈の竿に登り、城壁の上で高句麗兵と戦い10数人を殺した。高句麗兵は多勢で沈光を城壁から突き落としたが、沈光は地に落ちる前に竿の突起をつかんで身をひるがえし、再び上っていった。皇帝はこれを見て沈光を召しだし、語りあうと大喜びして、その日のうちに朝請大夫に任じ、宝刀・良馬を賜って側近に控えさせた。まもなく沈光は折衝郎将となり、その優遇ぶりは同輩に比べるものがなかった。
618年、皇帝が江都で宇文化及に殺害されると、沈光は復讐を誓った。麦孟才・銭傑らが宇文化及の殺害を計画し、沈光を誘った。麦孟才が江淮の兵数千人を集め、夜明けに宇文化及を襲撃する手筈となった。しかし陳謙がこのことを宇文化及に密告したため、宇文化及はその夜のうちに営外に逃げ去り、司馬徳戡らに兵権を任せて、麦孟才を逮捕させた。沈光は営内の喧噪を聞きつけると、発覚したことを知り、甲冑もつけずに宇文化及の陣営を急襲したが、陣営はもぬけの殻で、司馬徳戡の兵に包囲された。沈光は奮戦して敵兵数十人を斬った。司馬徳戡は騎兵に命じて沈光の側面から弓弩を放ち、甲冑を着ていない沈光は射殺された。麾下の数百人はひとりも降伏せず、沈光とともに全員戦死した。享年28。

## 伝記資料
- 『隋書』巻64 列伝第29
- 『北史』巻78 列伝第66